# 786
786 (DCCLXXXVI, na numeração romana) foi um ano comum do século VIII, do Calendário Juliano, da Era de Cristo, teve início a um Domingo e terminou também a um Domingo, e a sua letra dominical foi A.
| Ano completo                    |
| ------------------------------- |
| Ano comum com início ao domingo |

## Nascimentos
- 13 de setembro - Almamune, futuro califa abássida de Bagdade (r. 813—833; m. 833).
- Saga, 52º imperador do Japão.
- Junna, 53º imperador do Japão.